# Chrysoperla
Chrysoperla är ett släkte av insekter som beskrevs av den ungerska entomologen Henrik Steinmann 1964. Släktet omfattar omkring 60 arter och ingår i familjen guldögonsländor (Chrysopidae).

## Dottertaxa tillChrysoperla, i alfabetisk ordning[1][2]
- Chrysoperla adamsi
- Chrysoperla affinis
- Chrysoperla agilis
- Chrysoperla annae
- Chrysoperla argentina
- Chrysoperla asoralis
- Chrysoperla bellatula
- Chrysoperla brevicollis
- Chrysoperla carnea
- Chrysoperla chusanina
- Chrysoperla comanche
- Chrysoperla comans
- Chrysoperla congrua
- Chrysoperla decaryana
- Chrysoperla defreitasi
- Chrysoperla deserticola
- Chrysoperla downesi
- Chrysoperla dozieri
- Chrysoperla euneura
- Chrysoperla exotera
- Chrysoperla externa
- Chrysoperla exul
- Chrysoperla furcifera
- Chrysoperla galapagoensis
- Chrysoperla gallagheri
- Chrysoperla genanigra
- Chrysoperla hainanica
- Chrysoperla harrisii
- Chrysoperla insulata
- Chrysoperla johnsoni
- Chrysoperla longicaudata
- Chrysoperla lucasina
- Chrysoperla mediterranea
- Chrysoperla mexicana
- Chrysoperla mutata
- Chrysoperla nigrinervis
- Chrysoperla nipponensis
- Chrysoperla nyerina
- Chrysoperla oblita
- Chrysoperla orestes
- Chrysoperla pallida
- Chrysoperla plicata
- Chrysoperla plorabunda
- Chrysoperla pudica
- Chrysoperla qinlingensis
- Chrysoperla raimundoi
- Chrysoperla renoni
- Chrysoperla rotundata
- Chrysoperla rufilabris
- Chrysoperla siamensis
- Chrysoperla sillemi
- Chrysoperla sola
- Chrysoperla suzukii
- Chrysoperla thelephora
- Chrysoperla volcanicola
- Chrysoperla xizangana
- Chrysoperla yulinica
- Chrysoperla zastrowi

## Bildgalleri

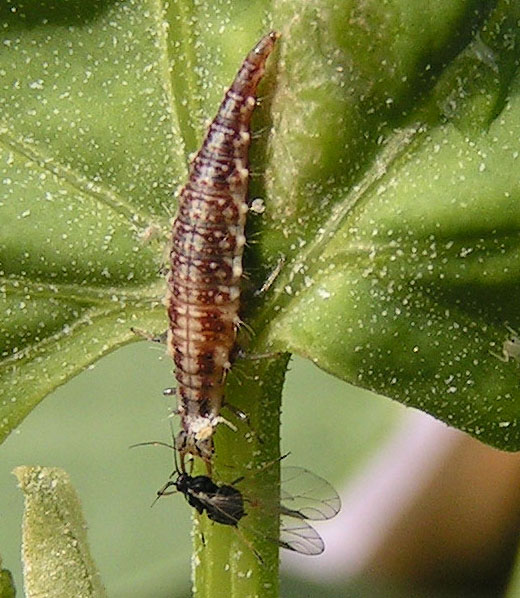
Larv av C. carnea, med byte
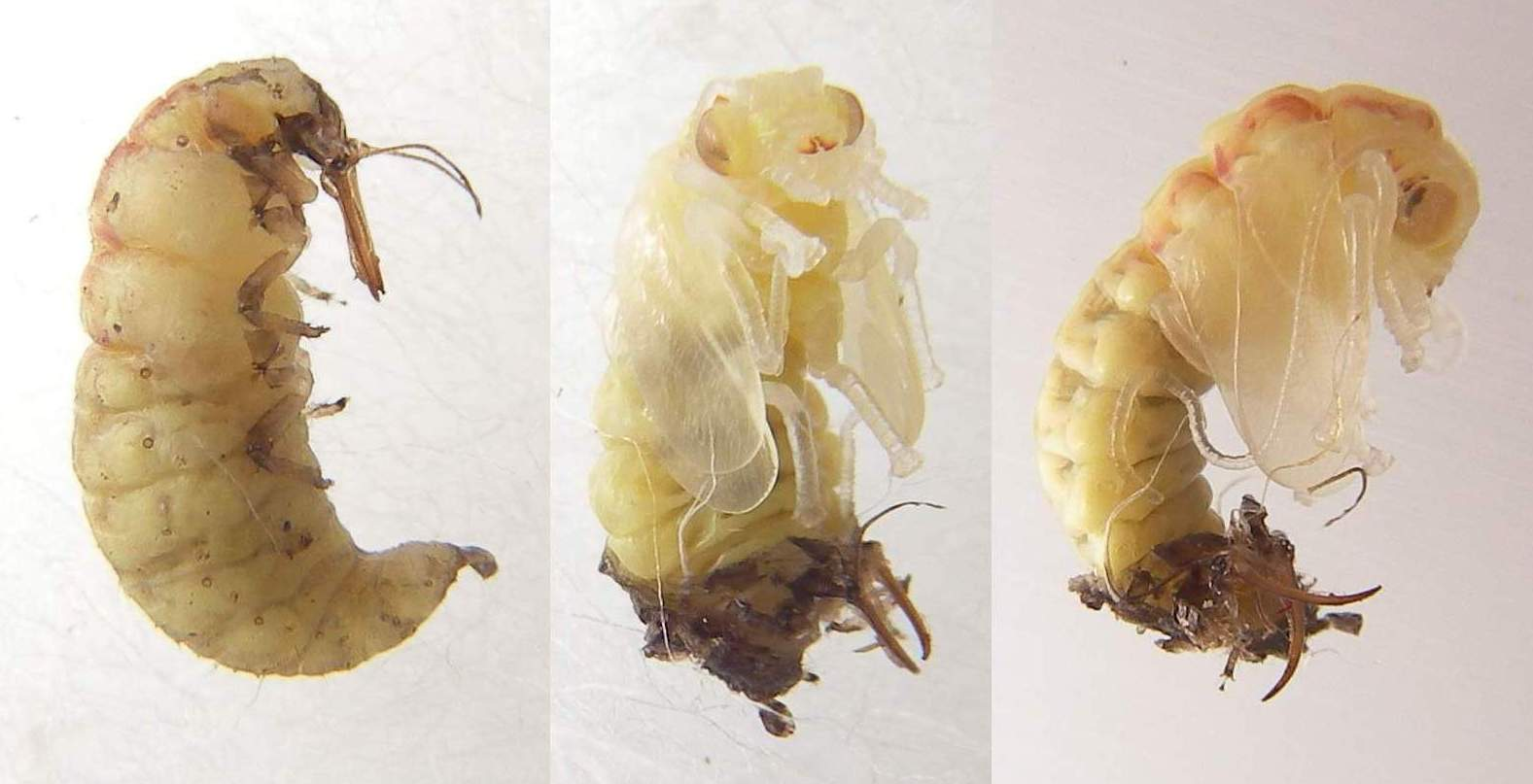
Förstadium av puppa samt två puppor av Chrysoperla carnea
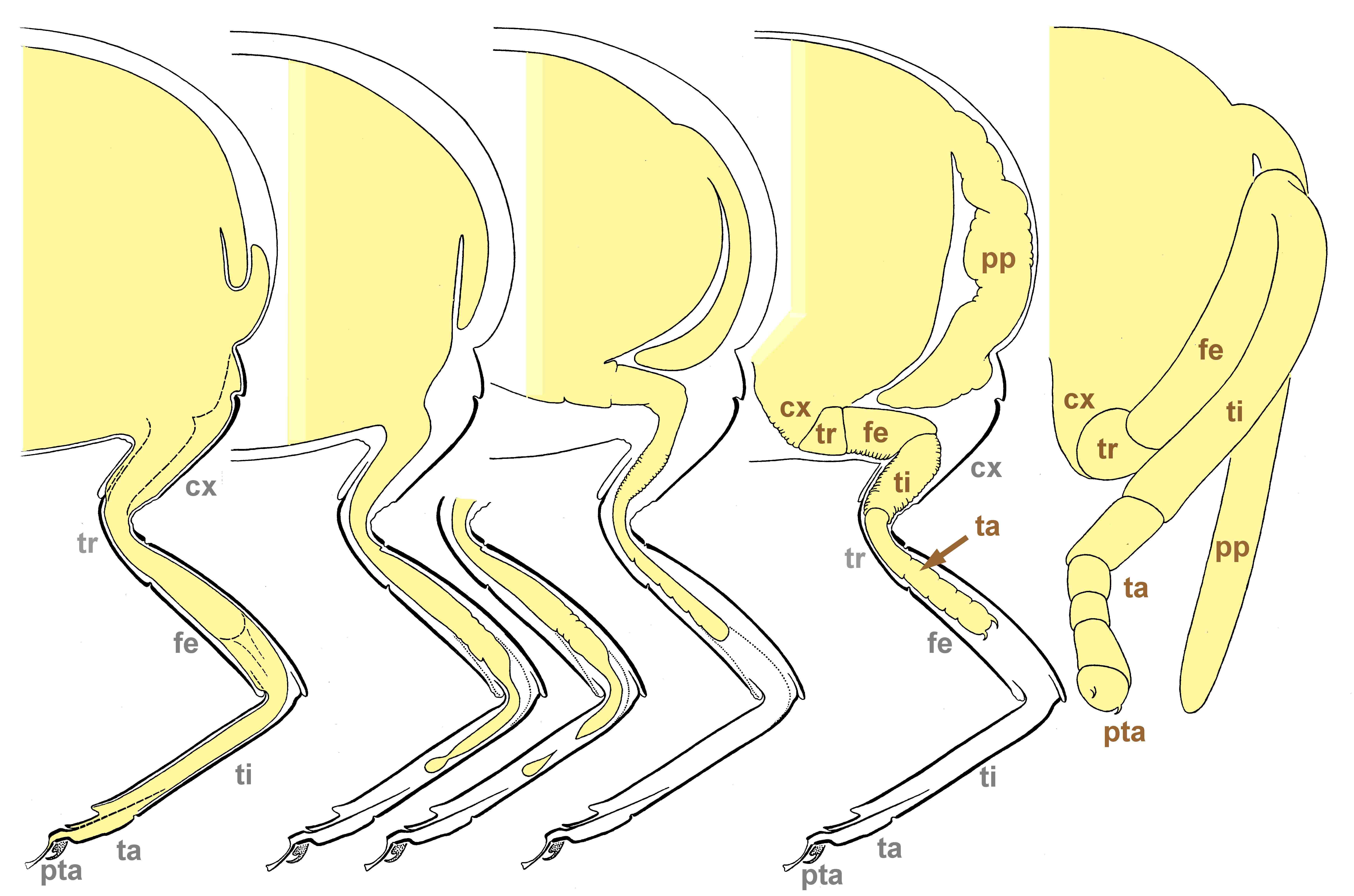
Tvärsnitt av högra halvan av metathorax i olika utvecklingsstadier hos nymf och puppa av Chrysoperla carnea
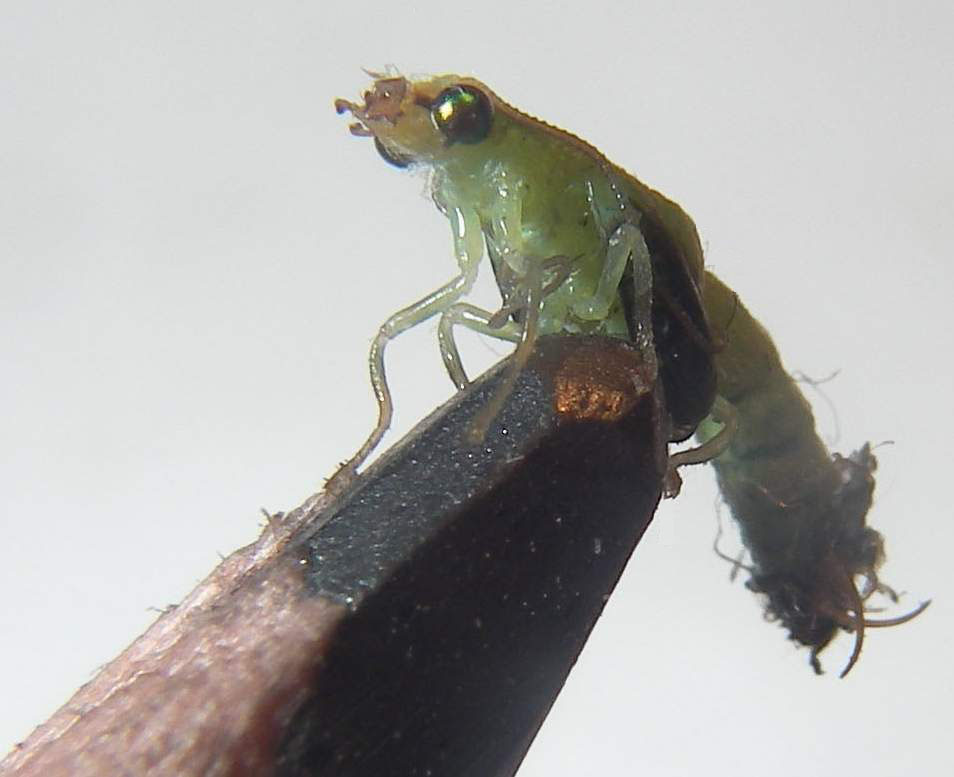
Puppa av Chrysoperla carnea som tagit sig ur sin kokong, redo för ömsning till en fullbildad imago
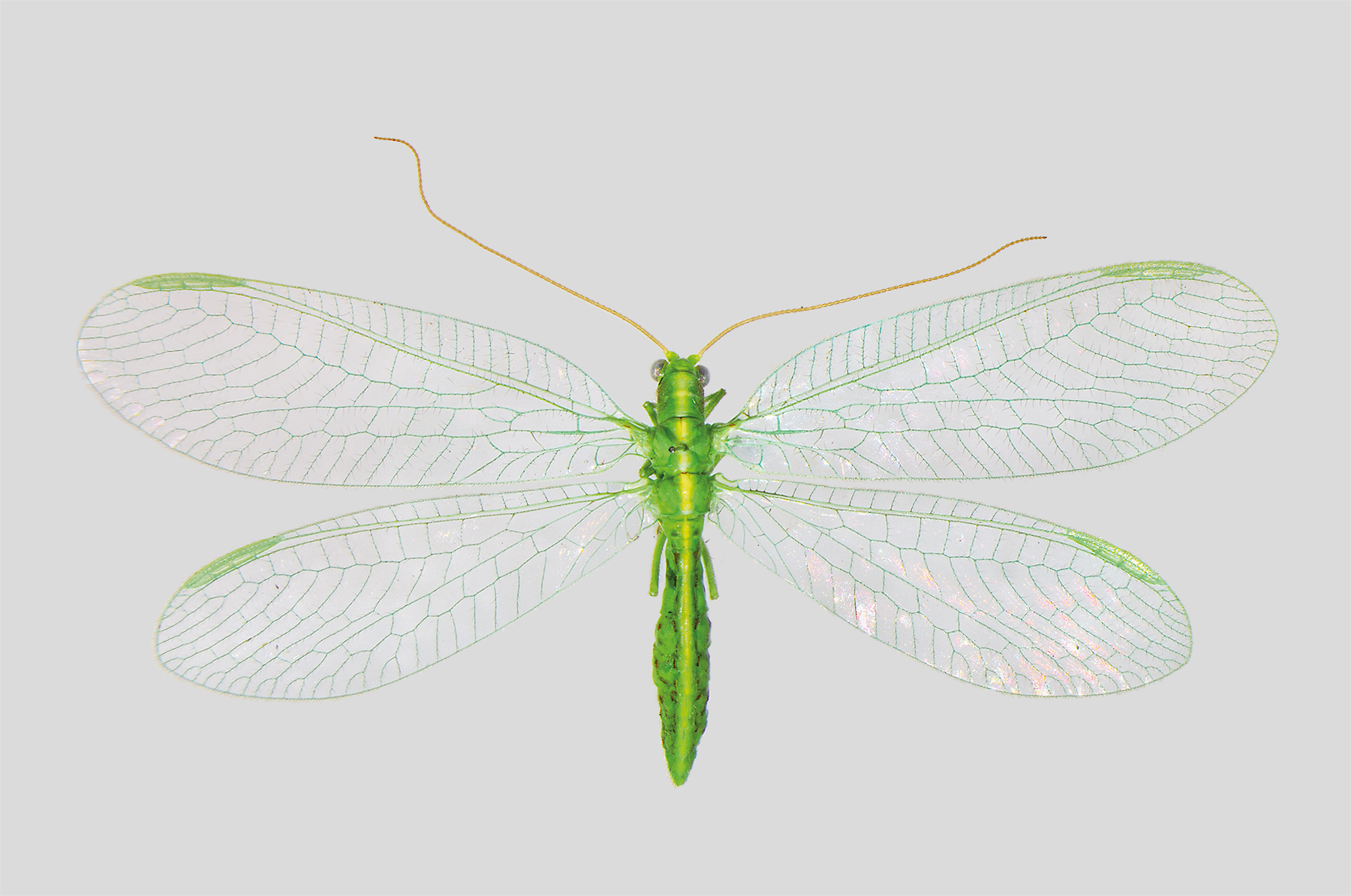
Fullt utvecklad imago av Chrysoperla carnea